# Openbaar onderwijs
Het openbaar onderwijs is een onderwijsvorm in Nederland die openstaat voor alle kinderen. Dit in tegenstelling tot het bijzonder onderwijs, waar kinderen naartoe gaan waar ouders een specifieke religie of levensbeschouwing als leidend willen zien op school. Zowel openbare als bijzondere scholen worden gefinancierd door de overheid. 
Openbare scholen waren tot begin eenentwintigste eeuw altijd in handen van gemeenten. Sinds 1996 is de mogelijkheid gekomen om openbare scholen te verzelfstandigen, waar met name tussen 2003 en 2006 veel gebruik van is gemaakt. Wel is de gemeente er nog verantwoordelijk voor dat er voldoende openbaar onderwijs beschikbaar is voor kinderen.

## Vertegenwoordiging openbaar onderwijs
Ongeveer een derde van de scholen in Nederland (32%) zijn openbare scholen. De rest zijn bijzondere scholen, waarvan het grootste deel rooms-katholiek of protestants-christelijk is. Voor de Pacificatie van 1917 was ruim 70% van de scholen openbaar en algemeen toegankelijk.
Er zijn twee organisaties die het openbaar onderwijs in Nederland vertegenwoordigen: de Vereniging Openbaar Onderwijs (VOO) en VOS/ABB. De VOO vertegenwoordigt ouders, personeelsleden en leerlingen in het openbaar onderwijs. VOS/ABB vertegenwoordigt besturen in het openbaar en algemeen toegankelijk onderwijs.

## Kernwaarden openbaar onderwijs
Openbaar onderwijs is toegankelijk voor alle kinderen, zonder onderscheid te maken op basis van godsdienst of levensbeschouwing van de ouders. In het openbaar onderwijs wordt aandacht besteed aan ieders godsdienst of levensbeschouwing, zonder een voorkeur te hebben voor de een of de ander. In 2020 hebben de VOO en VOS/ABB nieuwe kernwaarden voor het openbaar onderwijs vastgesteld: gelijkwaardigheid, vrijheid en ontmoeting. De slogan van het openbaar onderwijs is 'Openbare scholen - waar verhalen samenkomen'.

## Levensbeschouwing in het openbaar onderwijs
Leerlingen in het openbaar onderwijs leren over alle belangrijke levensbeschouwingen die er zijn. Daarnaast kunnen kinderen op openbare scholen ook onderwijs ontvangen dat dieper ingaat op godsdienst en levensbeschouwing. Dit wordt ook wel vormingsonderwijs genoemd.